# Ина Жукова
Ина Ивановна Жукова (блр. Іна Іванаўна Жукава; Краснодар, СССР, 6. септембар 1986), је бивша белоруска ритмичка гимнастичарка.
Први сусрет са ритмичком гимнастиком имала је 1990, када је имала само 4 године. У почетку је обучавана у Русији, а после је позвана да тренира у Белорусији са тренером, Ирином Лепарскаом, која је тренирала многе познате гимнаситичарке. Била је члан Динама из Миска. Након 11 година тренинга учествовала је као репрезентативка Белорусије на свом првом Светском првенству 2001. одржаном у Мадриду и у укупном пласману појединачно освојила друго место.
На Олимпијским играма у Атини 2004. заузела је седмо место са резултатом 100,575 бодова. Три године касније на Светском првенству 2007. одржаном у Мадриду у укупном пласману појединачно била је четврта.
Највећи успех посигла је 2008. у Пекингу када је била друга у у укупном пласману појединачно, после чега је завршила своју тачмичарску каријеру. Њена омиљена дисциплина је била игра с лоптом. У време олимпијских игара 2008. била је међу првих десет у тој дисциплини.
По завршетку каријере у 2009. учествовала је у ревијама.
Ина Жукова је била висока 173 цм, а тешка 55 кг.